# Хонигбергер, Эрна
Эрна Хонигбергер (нем. Erna Honigberger, урождённая Кродер, нем. Kroder, иногда выступала также под псевдонимом Эрна Мотль, нем. Erna Mottl; 28 октября 1894, Brandholz — 14 февраля 1974, Вер) — немецкая скрипачка и музыкальный педагог.

## Биография
До 14-летнего возраста училась игре на скрипке в Байройте у своего отца. Затем в 18 лет окончила с отличием Мюнхенскую высшую школу музыки, после чего совершенствовала своё мастерство в Берлине у Карла Флеша.
Концертировала с 15 лет. В межвоенные годы возглавляла в Берлине струнный квартет и Берлинское женское трио. Там же вышла замуж за художника Эрнста Хонигбергера, принадлежавшего к разветвлённой семье музыкантов из трансильванского Кронштадта. С 24-летнего возраста преподавала в Консерватории Клиндворта — Шарвенки.
В 1943 г. вместе с мужем покинула Берлин и обосновалась в городке Вер, полностью посвятив себя педагогической работе. Преподавала как частным образом, так и в основанной в 1946 г. вместе с мужем школе музыки и искусства. Наиболее известна как первая учительница Анне-Софи Муттер.
Дочь Хонигбергеров, Эрда Форверк-Хонигбергер (нем. Erda Vorwerk-Honigberger; 1917—2009) — пианистка и музыкальный педагог.